# نادي الاتصالات
نادي الاتصالات الرياضي هو أحد أندية كرة القدم في العراق، كان يسمى سابقًا نادي البريد، يقع مقرة في محافظة بغداد، ولكن بعد موسم 2009 - 10 أصبح يعرف بنادي الإتصالات، يلعب في الدوري العراقي الممتاز.
تأسس فريق كرة القدم عام 1963 واستمرت مشاركته في بطولات كرة القدم العراقية الرسمية حتى عام 1974 عندما قدم الاتحاد العراقي نظام الأندية. في عام 1992 تأسس الفريق كنادي رياضي ودخل منافسات الاتحاد العراقي مرة أخرى.